# Harkvattnet
Harkvattnet är en sjö i Nordmalings kommun i Ångermanland och ingår i Leduåns huvudavrinningsområde. Sjön är 11,5 meter djup, har en yta på 0,377 kvadratkilometer och är belägen 229,1 meter över havet. Vid provfiske har abborre, gers och gädda fångats i sjön.

## Delavrinningsområde
Harkvattnet ingår i det delavrinningsområde (707112-167085) som SMHI kallar för Utloppet av Harkvattnet. Medelhöjden är 236 meter över havet och ytan är 1,2 kvadratkilometer. Räknas de 6 avrinningsområdena uppströms in blir den ackumulerade arean 3,7 kvadratkilometer. Vattendraget som avvattnar avrinningsområdet har biflödesordning 3, vilket innebär att vattnet flödar genom totalt 3 vattendrag innan det når havet efter 36 kilometer. Avrinningsområdet består mestadels av skog (64 procent). Avrinningsområdet har 0,38 kvadratkilometer vattenytor vilket ger det en sjöprocent på 31,5 procent.